# 田園調布雙葉中学校・高等学校
田園調布雙葉中学校・高等学校（でんえんちょうふふたばちゅうがっこう・こうとうがっこう）は、東京都世田谷区玉川田園調布一丁目に所在する私立女子中学校・高等学校。通称「デンフタ」。
高等学校においては生徒を募集しない完全中高一貫校。キリスト教系（カトリック）の女子校である。設置者は、幼きイエス会（旧称サン・モール修道会）を母体とする学校法人田園調布雙葉学園。

## 概要
幼きイエス会（旧サン・モール修道会）を設立母体とする。初代校長は、村越あん (An Murakoshi)。
田園調布雙葉小学校または田園調布雙葉小学校附属幼稚園からの進学が原則であり、中学高校からの生徒の定期募集はない（欠員が有る場合の編入は可能）完全中高一貫校。外部からの入学は原則不可（田園調布雙葉小学校からの内部進学のみ）。普通科のみ。雙葉中学校・高等学校とは設立母体は同じであるが別法人である。

## 沿革
- 1941年 - 四谷雙葉の校内で授業開始。
- 1949年 - 雙葉第二中学校開校。
- 1952年 - 雙葉第二高等学校開校。
- 1964年 - 法人名・学校名を田園調布雙葉と改名。

## 制服
- 冬服 - 紺のセーラー服
- 夏服 - 白地にグレーのセーラー服

## 交通
- 東急大井町線 九品仏駅 徒歩10分
- 東急東横線・東急目黒線 田園調布駅 徒歩15分
- 東急バス園01系統（田園調布駅 - 千歳船橋駅）「雙葉学園前」 徒歩2分

## 関係者

### 著名な出身者

#### 皇族
- 皇后雅子

#### アナウンサー／キャスター
- 長野智子（フリーアナウンサー、元フジテレビ）
- 小笠原保子（TBS報道局経済部、元TBSアナウンサー）
- 長島三奈（テレビ朝日スポーツキャスター）
- 宮本愛子（元NHKアナウンサー、NHKラジオセンターディレクター）
- 梅津弥英子（フジテレビアナウンサー）
- 杉上佐智枝（日本テレビアナウンサー）
- 須黒清華（テレビ東京アナウンサー）
- 前田有紀（元テレビ朝日アナウンサー）
- 青柳愛（ホリプロアナウンサーズプロモーション、元静岡第一テレビ）
- 原ゆう子（ニュースキャスター）
- 高見侑里（フリーアナウンサー）
- 藤田ゆみこ（フリーアナウンサー）
- 芦崎愛（リポーター）
- 吉田まゆ　（元ロイター通信英語キャスター特派員、J-WAVEナビゲーター）

#### 女優／モデル／タレント
- 佐良直美（歌手・タレント・女優）
- 中井貴惠（女優／佐田啓二長女）
- 矢代朝子（女優／矢代静一長女）
- 山崎直子（女優／山﨑努の娘）
- 長田奈麻（舞台女優）
- 綿引さやか（舞台女優、劇団四季）
- 相原茜（舞台女優、劇団四季）
- 相原萌（舞台女優、劇団四季）
- 小林春世（舞台女優、演劇集団キャラメルボックス）
- 高垣彩陽（声優）
- 賀川照子（タレント、元女子プロレスラー）
- 伊藤綾香（タレント）
- 杉ありさ（タレント）
- 奈々澤メイミ（モデル、タレント）

#### 宝塚歌劇団
- 大空ゆうひ（元宙組トップスター）
- 優波慧（元花組男役）
- 凪七瑠海（元専科男役）

#### 歌手（音楽家）
- 大村博美（オペラ歌手）
- 菅有実子（オペラ歌手）
- 鷲尾麻衣（オペラ歌手）

#### 演奏家（ヴァイオリン・チェロ）
- Ayasa（あやさ・島村絢沙）（ヴァイオリニスト）
- 鷲見恵理子（ヴァイオリニスト）
- 水谷川陽子（ヴァイオリニスト／近衛秀麿孫）
- 水谷川優子（チェリスト／同上）

#### 美術／ファッション／作家
- 岡田裕子（美術家／夫は会田誠）
- マコ・プリンシパル（現代美術家、アイドル）
- ユミ・シャロー（ファッションデザイナー）
- 一本木蛮（漫画家）

#### 研究者
- 赤津晴子（国際医療福祉大学医学部教授、元スタンフォード大学医学部准教授・内分泌内科外来長、米国ベストドクター賞受賞、米国トップドクター賞受賞）
- 渋谷節子（福知山公立大学地域経営学部教授／皇后雅子の妹）
- 五十嵐雅子（比較文学者）

#### 経営者
- 石渡美奈（ホッピービバレッジ株式会社 3代目社長）
- 御手洗瑞子（気仙沼ニッティング 社長）
- 野村るり子（教育学者、株式会社ホープス 社長）
- 翁百合（日本総合研究所理事長）

#### その他
- 長嶋亜希子（長嶋茂雄の妻）
- 池田礼子（作家、翻訳家／皇后雅子の妹）
- 本川清花（リポーター、フードコーディネーター）
- 島田まどか（弁護士）
- 富坂美織（産婦人科医、コンサルタント）
- 野田聖子（衆議院議員）→中退後、ミシガン州ジョーンズヴィル・ハイスクールに入学。

### 教職員
- 川上弘美（芥川賞作家） - 生物の教員として4年間勤務。

## 系列校
学校法人田園調布雙葉学園
- 田園調布雙葉小学校
- 田園調布雙葉小学校附属幼稚園

学校法人雙葉学園（東京都千代田区）
- 雙葉小学校附属幼稚園
- 雙葉小学校
- 雙葉中学校・高等学校

学校法人横浜雙葉学園（横浜市中区）
- 横浜雙葉小学校
- 横浜雙葉中学校・高等学校

学校法人静岡雙葉学園（静岡市葵区）
- 静岡雙葉中学校・高等学校

学校法人福岡雙葉学園（福岡市中央区）
- 福岡雙葉小学校附属幼稚園
- 福岡雙葉小学校
- 福岡雙葉中学校・高等学校